# HMS Warspite (03)
HMS Warspite (03) là một thiết giáp hạm thuộc lớp Queen Elizabeth của Hải quân Hoàng gia Anh. Nó từng có mặt trong trận Jutland trong Chiến tranh Thế giới thứ nhất, rồi hoạt động trong nhiều chiến dịch khác nhau tại Đại Tây Dương, Địa Trung Hải và Ấn Độ Dương trong Chiến tranh Thế giới thứ hai cho đến khi ngừng hoạt động vào năm 1945. Warspite trở thành một trong những cái tên nổi tiếng và chói lọi nhất của Hải quân Hoàng gia, được mang cái tên lóng "The Grand Old Lady" trong Thế Chiến II sau một lời nhận xét của Đô đốc Sir Andrew Cunningham vào năm 1943. Warspite được tháo dỡ vào năm 1950.

## Thiết kế và chế tạo
Warspite và những chiếc thiết giáp hạm cùng lớp là những đứa con tinh thần của hai người: một là Đô đốc Sir John 'Jackie' Fisher, vốn là Thứ trưởng Hải quân khi chiếc thiết giáp hạm toàn súng lớn đầu tiên HMS Dreadnought ra đời. Người kia là Winston Churchill, lúc đó đang là Bộ trưởng Hải quân, người đã nỗ lực hết sức nhằm đưa những chiếc lớp Queen Elizabeth ra khỏi bản vẽ và hạ thủy xuống nước; nhưng ông cũng bị ảnh hưởng trong một số quyết định cho lớp tàu này bởi Lord Fisher, người đã trở lại làm việc sau khi nghỉ hưu do được Churchill thuyết phục.
Warspite được hạ thủy vào ngày 26 tháng 11 năm 1913 tại Xưởng đóng tàu Hoàng gia Devonport.

## Lịch sử hoạt động

### Chiến tranh Thế giới thứ nhất
Vị chỉ huy đầu tiên của Warspite khi nó được đưa ra hoạt động vào năm 1915 là Đại tá Hải quân Edward Montgomery Phillpotts. Warspite gia nhập Hải đội Thiết giáp hạm 2 thuộc Hạm đội Grand sau một số chuyến đi chạy thử máy, bao gồm các đợt thực tập tác xạ, có sự hiện diện của Churchill khi nó bắn thử dàn pháo chính 381 mm (15 inch) và đã gây được ấn tượng tốt do có sức mạnh và độ chính xác. Vào cuối năm 1915, Warspite bị mắc cạn tại sông Forth gây một số hư hại cho lườn tàu; nó phải được các tàu khu trục hộ tống hướng dẫn đi qua luồng tàu hẹp. Sau khi được sửa chữa, nó lại gia nhập Hạm đội Grand, lần này trong thành phần Hải đội Thiết giáp hạm 5 vừa mới được thành lập dành cho những chiếc trong lớp Queen Elizabeth. Vào đầu tháng 12, Warspite gặp phải một chuyện không may khác, khi trong một đợt diễn tập, nó va chạm với tàu chị em Barham, gây cho Warspite những hư hại đáng kể.

### Trận Jutland
Vào năm 1916, Warspite cùng Hải đội Thiết giáp hạm 5 được tạm thời chuyển cho Lực lượng Tàu chiến-Tuần dương của Đô đốc David Beatty. Ngày 31 tháng 5, Warspite tham gia trận chiến đầu tiên và cũng là trận lớn nhất trong suốt quãng đời phục vụ của nó, trận Jutland. Warspite bị bắn trúng 15 phát từ dàn pháo chính của các tàu chiến chủ lực Đức, gây ra những thiệt hại đáng kể, và khiến cho nó suýt bị đắm. Bánh lái của nó bị kẹt sau khi nó cố gắng tránh va chạm với chiếc tàu chị em Valiant. Thuyền trưởng của Warspite quyết định giữ nguyên hướng đi, mà thực chất là xoay vòng tại chỗ, hơn là dừng lại và chạy lùi, điều sẽ khiến cho nó trở thành một con vịt mồi. Sự cơ động như vậy đã cứu giúp cho Warrior, và các tàu chiến Đức chuyển sự chú ý từ chiếc tàu tuần dương bị hư hại nặng sang một mục tiêu hứa hẹn hơn là một thiết giáp hạm đang gặp khó khăn. Điều này lại đưa đến sự ngưỡng mộ từ thủy thủ đoàn của Warrior, vốn tin rằng hành động của Warspite là có chủ định. Thủy thủ đoàn cuối cùng cũng lấy lại được sự điều khiển Warspite sau khi xoay đủ hai vòng, cho dù những hoạt động tiến hành nhằm ngưng xoay vòng đã có tác dụng ngược hướng thẳng nó về phía Hạm đội Biển khơi Đức Quốc. Máy đo tầm xa và trạm thông tin đã không hoạt động nên chỉ có tháp pháo "A" có thể khai hỏa, nhưng vì chỉ được điều khiển tại chỗ, tất cả 12 loạt đạn nó bắn ra đều trượt khỏi mục tiêu. Chuẩn úy Herbert Annesley Packer đã được thăng cấp bậc và tuyên dương do việc chỉ huy tháp pháo "A". Do Warspite không còn khả năng tác chiến, nó được lệnh cho ngừng lại để sửa chữa, rồi sau đó lại có thể di chuyển trở lại. Sau trận Jutland, Warspite mắc phải vấn đề hỏng hóc về bánh lái trong suốt quãng đời phục vụ còn lại của nó.

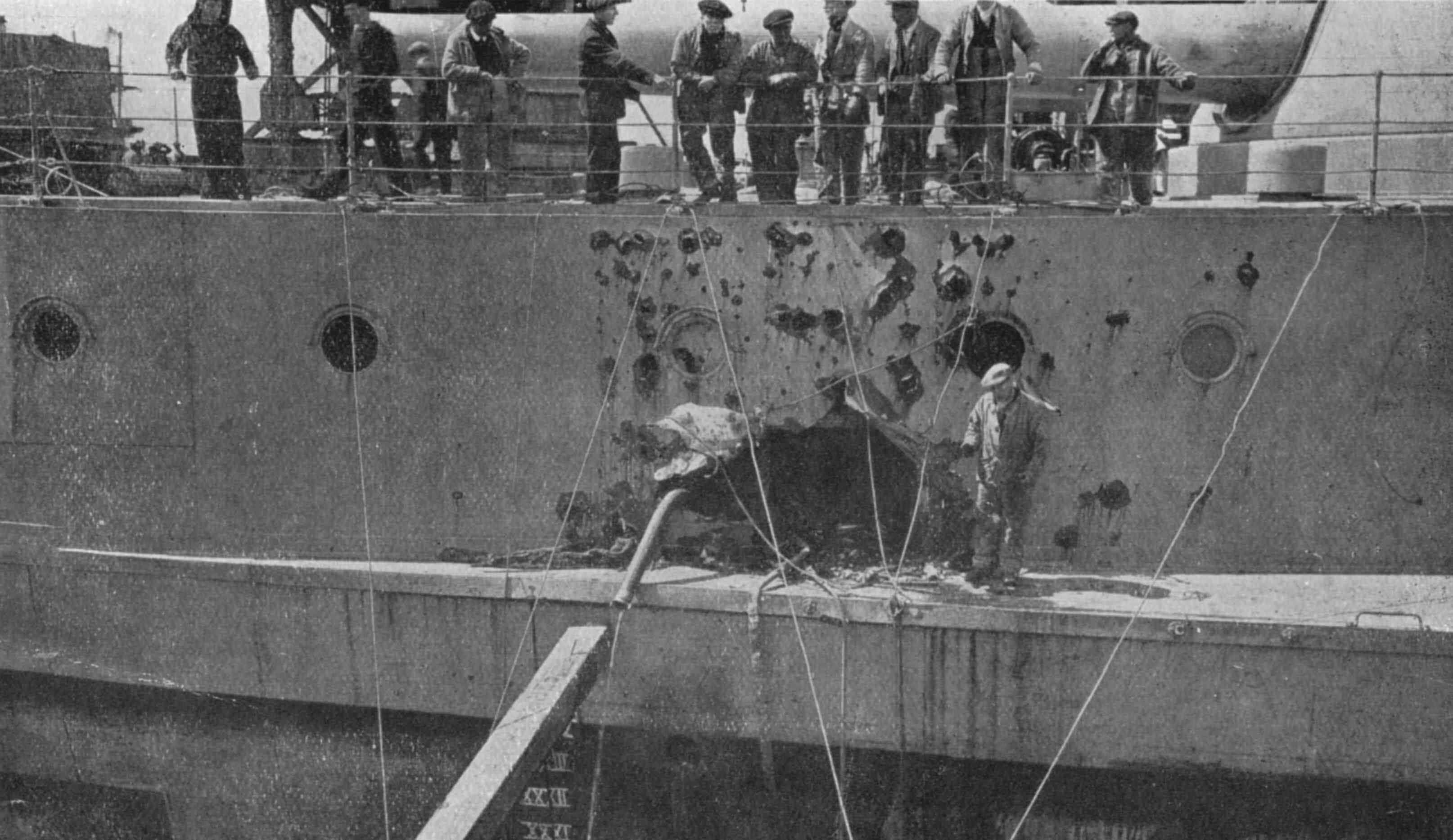
Hư hại do một quả đạn pháo phát nổ

Trong trận đánh, Warspite bị tổn thất mười bốn người thiệt mạng cùng mười sáu người khác bị thương. Trong số những người bị thương có hạ sĩ quan Walter Yeo, được ghi nhận là một trong những người đầu tiên được tái tạo mặt nhờ kỹ thuật giải phẫu thẩm mỹ mang tính đột phá của Sir Harold Gillies. Cho dù chịu đựng những hư hại đáng kể, chiếc thiết giáp hạm lên đường quay trở về nhà theo chỉ thị của Chuẩn Đô đốc Hugh Evan-Thomas Tư lệnh Hải đội Thiết giáp hạm 5. Trên đường quay về, vào ngày 1 tháng 6, Warspite bị một tàu ngầm U-boat Đức tấn công bất thành với hai quả ngư lôi. Một cuộc tấn công thứ hai diễn ra không lâu sau đó với một quả ngư lôi nữa nhưng không trúng đích. Không lâu sau sự kiện đó, Warspite đối mặt trực diện với một chiếc U-boat và tìm cách đâm vào chiếc U-boat nhưng không thành công. Nó quay trở về Rosyth an toàn, nơi nó được sửa chữa những hư hại trong chiến đấu.

### Ngừng bắn
Sau khi hoàn tất các việc sửa chữa, Warspite tái gia nhập Hải đội Thiết giáp hạm 5. Tuy nhiên, những điều không may mới lại tiếp tục xảy đến, khi nó va chạm một lần nữa với tàu chị em cùng lớp, lần này là với chiếc HMS Valiant, buộc Warspite phải sửa chữa một lần nữa. Đến tháng 6 năm 1917, Warspite va chạm với chiếc Destroyer. Trong tháng tiếp theo, Warspite bị rung chuyển tại nơi neo đậu của nó ở Scapa Flow, khi HMS Vanguard, một thiết giáp hạm thuộc lớp St Vincent đậu gần đó bị nổ tung khi một trong các hầm đạn của nó phát nổ, làm thiệt mạng hàng trăm người trên chiếc Vanguard.
Đến năm 1918, Warspite chịu đựng một đám cháy tại một trong các phòng nồi hơi của nó, buộc nó phải sửa chữa. Cuối năm đó, vào ngày 21 tháng 11, dưới quyền chỉ huy của Hubert Lynes, Warspite cùng với phần còn lại của Hạm đội Grand lên đường tiếp nhận sự đầu hàng của Hạm đội Biển khơi Đức Quốc tại Scapa Flow. Hầu hết tàu chiến của hạm đội này đều bị người Đức cho đánh đắm vào năm 1919 khi bị chiếm giữ tại Scapa Flow.

### Những năm giữa hai cuộc thế chiến
Vào năm 1919, Warspite gia nhập Hải đội Thiết giáp hạm 2 trong thành phần của Hạm đội Đại Tây Dương vừa mới được thành lập. Nó trải qua hầu hết thời gian trong thành phần của hạm đội này tại Địa Trung Hải. Vào năm 1924, nó tham gia cuộc Duyệt binh Hạm đội Hoàng gia tại Spithead có sự hiện diện của Vua King George V. Cuối năm đó, Warspite trải qua việc hiện đại hóa một phần, bao gồm việc bổ sung các khẩu pháo cỡ nòng nhỏ cùng việc gia tăng vỏ giáp bảo vệ và thay đổi một số chi tiết của cấu trúc thượng tầng. Việc hiện đại hóa được hoàn tất vào năm 1926; và cùng năm đó, sau khi trải qua phần lớn thời gian tại Địa Trung Hải trong thành phần Hạm đội Đại Tây Dương, cuối cùng Warspite cũng đặt căn cứ tại đây khi nó trở thành soái hạm của Tổng tư lệnh Hạm đội Địa Trung Hải.
Vào năm 1930, Warspite quay trở lại Hạm đội Đại Tây Dương. Vào tháng 9 năm 1931, chiếc thiết giáp hạm đang làm nhiệm vụ canh phòng tại Invergordon vào những giai đoạn đầu của cuộc Binh biến Invergordon. Nó đang ở ngoài biển khi các tàu chiến chủ lực khác của Hạm đội Đại Tây Dương làm binh biến.
Từ năm 1934 đến năm 1937, Warspite được hiện đại hóa một cách toàn diện và rộng rãi. Toàn bộ hệ thống động lực của nó được thay thế bởi các thiết bị nhẹ hơn. Sáu phòng nồi hơi riêng biệt trang bị kiểu nồi hơi Admiralty 3 nồi thay thế cho 24 nồi hơi Yarrow, và các turbin hộp số Parsons được trang bị cho 4 phòng động cơ. Giờ đây nó có tổng công suất lên đến 80.000 mã lực trong khi mức độ tiêu hao nhiên liệu được giảm từ 41 tấn xuống còn 27 tấn mỗi giờ ở tốc độ 24 knot. Trọng lượng tiết kiệm do có hệ thống động lực nhẹ hơn được sử dụng vào việc tăng cường vỏ giáp bảo vệ và vũ khí. Lớp giáp sàn tàu được cải tiến tương tự như của chiếc Malaya nhưng được bổ sung thêm 1.100 tấn vỏ giáp bao bọc các phòng nồi hơi. Dàn hỏa lực hạng hai ở các khẩu pháo 152 mm (6 inch) được giảm bớt, khi bốn khẩu được tháo bỏ nhằm mở rộng cấu trúc thượng tầng và tháp chỉ huy nặng 200 được tháo dỡ. Bốn khẩu đội 102 mm (4 inch) nòng đôi cùng bốn khẩu đội 2 pounder pom-pom tám nòng được bổ sung cho giàn hỏa lực phòng không. Các tháp pháo được cải tiến nhằm gia tăng góc nâng, cho phép chúng có tầm bắn xa hơn 5.400 m (6.000 yard) lên đến tối đa 28.800 m (32.000 yard) cho các quả đạn pháo 6 inch.
Lớp vỏ giáp bảo vệ sàn tàu được tăng lên đến 127 mm (5 inch) bên trên các hầm đạn và 88 mm (3,5 inch) bên trên các phòng máy. Cấu trúc thượng tầng của nó được thay đổi đáng kể, cho phép bố trí một hầm chứa máy bay. Hệ thống kiểm soát hỏa lực được hiện đại hóa, bao gồm một hệ thống kiểm soát hỏa lực phòng không HACS Mk.III và kiểm soát hỏa lực mặt biển Admiralty Fire Control Table Mk.VII cho dàn pháo chính. Việc hiện đại hóa được hoàn tất vào năm 1937, khi Warspite quay trở lại hoạt động thường trực cùng trong năm đó. Một lần nữa nó lại được bố trí hoạt động tại Địa Trung Hải dưới quyền chỉ huy của Thuyền trưởng Đại tá Hải quân Victor Alexander Charles Crutchley, trở thành soái hạm của Tổng tư lệnh Hạm đội Địa Trung Hải. Tuy nhiên, nó bị trì hoãn một số tháng do những vấn đề về hệ thống động lực và hỏng hóc về bánh lái trong trận Jutland năm 1916 vẫn còn gây ra một số vấn đề. Warspite còn gặp phải hai tai nạn không may khác: một lần nó suýt bắn trúng một tàu chở khách, và một lần nó vô tình bắn nhầm pháo phòng không của nó vào thành phố Valletta thuộc Malta.

### Chiến tranh Thế giới thứ hai

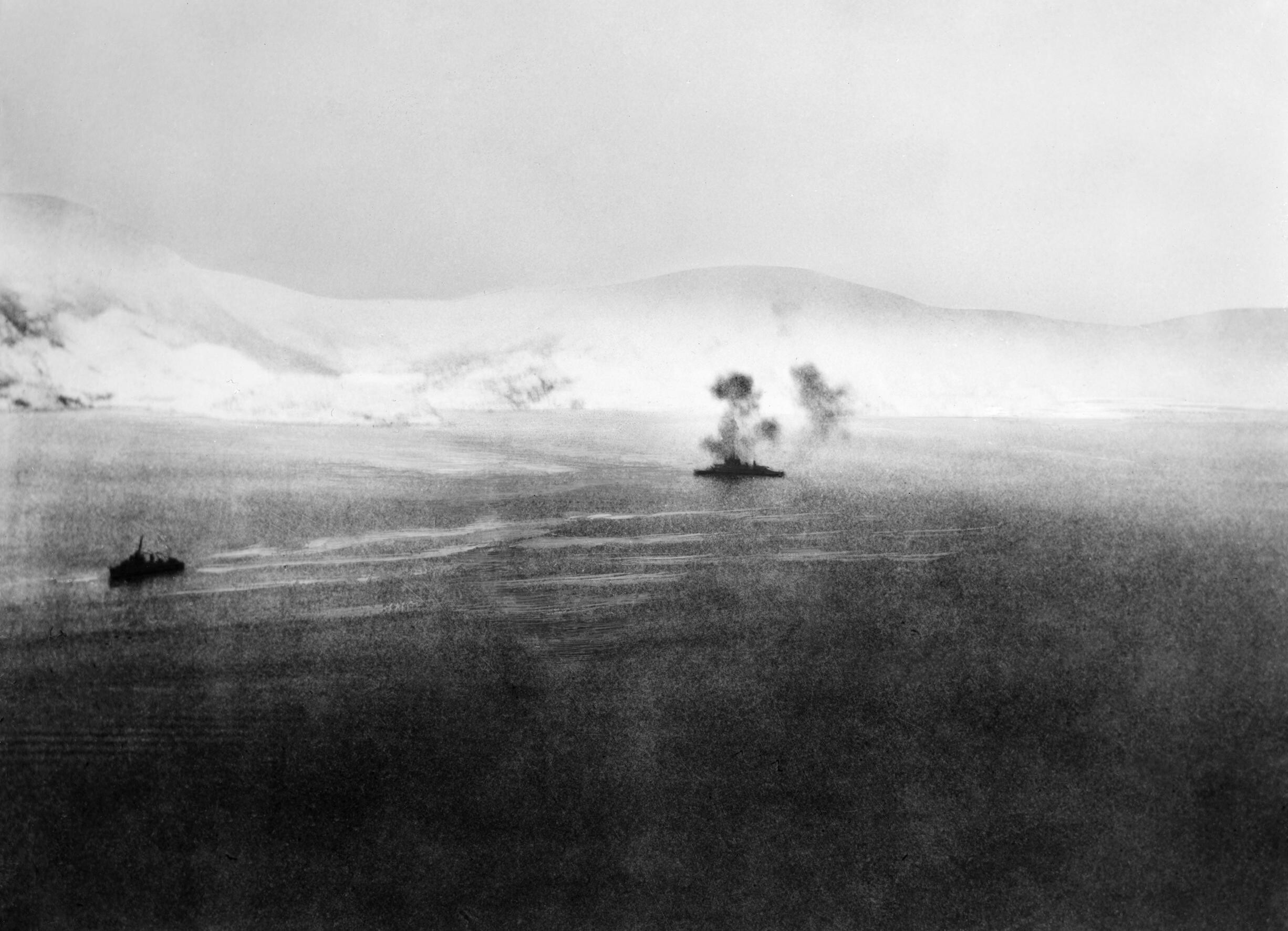
Warspite đang đối đầu cùng các khẩu đội pháo trên bờ trong trận Narvik thứ hai.

Vào tháng 6 năm 1939, Phó Đô đốc Cunningham tiếp nhận quyền chỉ huy Hạm đội Địa Trung Hải. Ngày 3 tháng 9 năm đó, chiến tranh lại được tuyên bố, và một lần nữa Anh Quốc lại ở trong tình trạng đối đầu với Đức, nhưng chưa với Ý. Sau đó Warspite rời Địa Trung Hải tham gia Hạm đội Nhà, nơi nó tham gia nhiều cuộc săn đuổi các tàu chiến chủ lực Đức đang tiến hành kiểu chiến tranh cướp tàu buôn. Tuy nhiên Warspite không gặp được bất kỳ đối thủ nào trong các cuộc tìm kiếm đó.
Vào tháng 4 năm 1940, Warspite hoạt động trong chiến dịch Na Uy, tiến hành các hoạt động hỗ trợ trong trận Narvik thứ hai, khi Warspite cùng nhiều tàu khu trục Anh tấn công tám tàu khu trục Đức đang mắc kẹt trong vũng biển Ofotfjord gần cảng Narvik. Phó Đô đốc William 'Jock' Whitworth, vị chỉ huy của chiến dịch, đã chuyển cờ hiệu của mình sang Warspite vào ngày mở màn trận đánh. Một máy bay Fairey Swordfish của Warspite, kiểu máy bay cánh kép với dáng vẻ mong manh, đã tấn công và đánh chìm được chiếc tàu ngầm Đức U-64, trở thành máy bay đầu tiên đánh chìm một tàu ngầm U-boat trong Chiến tranh Thế giới thứ hai. Các tàu khu trục Đức nhanh chóng bị các tàu khu trục Anh đối đầu. Tàu khu trục Erich Koellner vốn đã hư hại nặng, bị hải pháo bên mạn tàu của Warspite đánh chìm. Sau đó Warspite nhắm vào Diether von Roeder và Erich Giese; chiếc thứ nhất bị thủy thủ đoàn tự đánh đắm trong khi Erich Giese bị Warspite và các tàu khu trục Anh đánh chìm. Mục đích tiêu diệt toàn bộ tám tàu khu trục Đức, vốn đã cạn nhiên liệu và đạn dược, đã đạt được với tổn thất tối thiểu.
Sau đó Warspite còn được sử dụng trong nhiều hoạt động bắn phá bờ biển trong chiến dịch này, trong một số trường hợp là vào các khu vực dân cư mà quân Đức đã rút lui khỏi.

### Địa Trung Hải

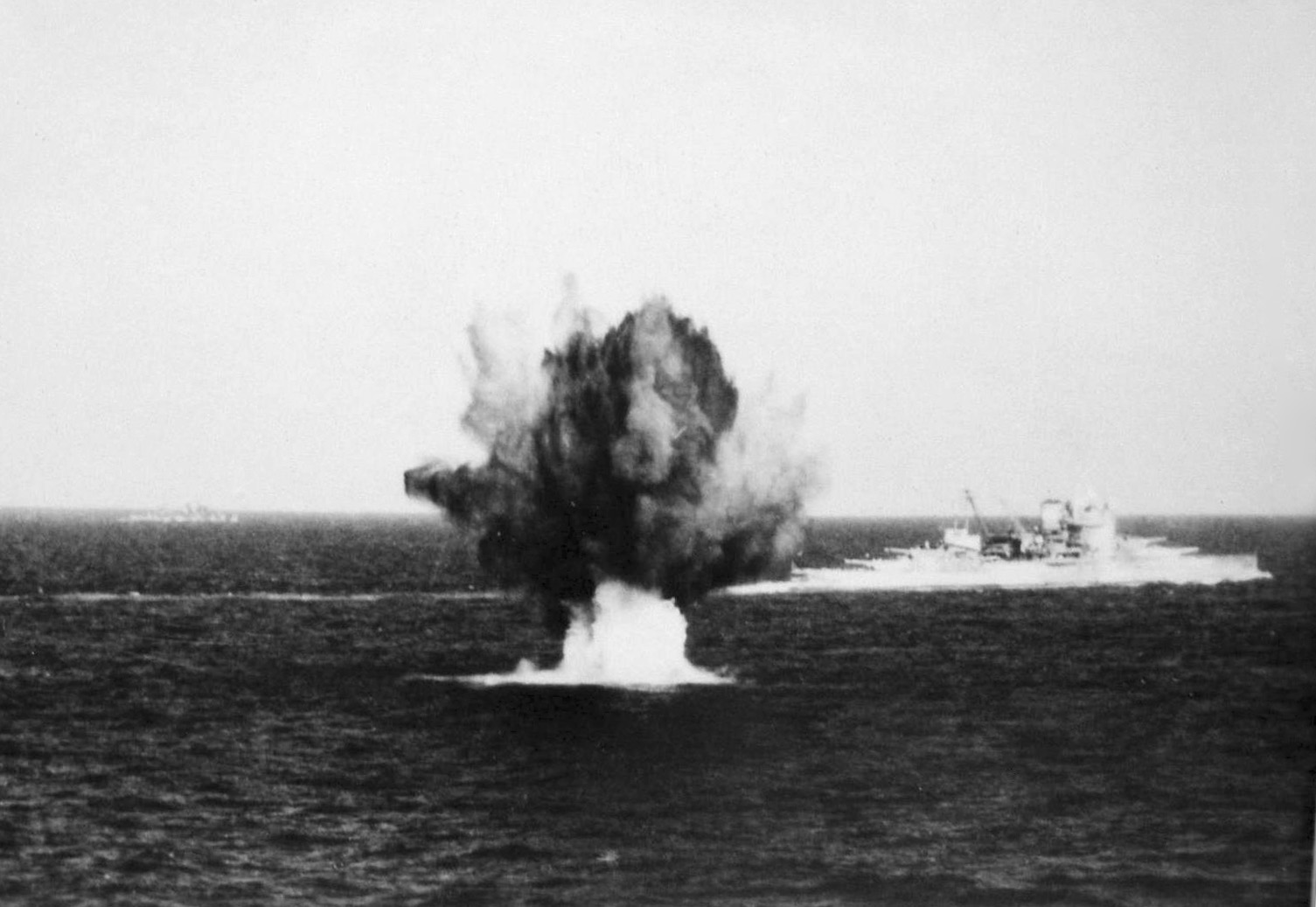
HMS Warspite đang bị tấn công tại Địa Trung Hải, năm 1941

Vào mùa Hè năm 1940, Warspite được chuyển sang chiến trường Địa Trung Hải và đã tham chiến nhiều trận đánh. Trong trận Calabria nó được ghi nhận đã bắn một quả đạn pháo trúng đích ở khoảng cách xa nhất trong lịch sử giữa hai tàu đang di chuyển, khi bắn trúng thiết giáp hạm Ý Giulio Cesare từ một cự ly khoảng 23,8 km (26.000 yard). Tàu chiến-tuần dương Đức Scharnhorst cũng từng bắn trúng đích chiếc Glorious ở khoảng cách tương đương vào tháng 6 năm 1940.
Từ ngày 27 đến ngày 29 tháng 3 năm 1941, Warspite tham dự như là soái hạm của Đô đốc Andrew Cunningham trong Trận chiến mũi Matapan, nơi ba tàu tuần dương hạng nặng Ý cùng hai tàu khu trục bị đánh chìm trong một trận đánh đêm. Vào ngày 21 tháng 4 năm 1941, vẫn dưới quyền chỉ huy của Cunningham, Warspite cùng các thiết giáp hạm chị em Barham, Valiant, tàu tuần dương Gloucester cùng nhiều tàu khu trục tấn công cảng Tripoli.
Warspite cũng tham gia các hoạt động hải chiến trong trận Crete, nơi nó bị hư hại nặng bởi cuộc tấn công của máy bay ném bom Đức. Vào lúc này, các tàu chiến chị em cùng lớp với Warspite đều bị đánh chìm hoặc hư hại nặng trong những hoạt động tại Địa Trung Hải: Barham bị trúng ngư lôi của tàu ngầm và bị chìm, trong khi cả Valiant lẫn Queen Elizabeth phải trải qua một thời gian mắc cạn trong đáy cảng Alexandria khi lườn tàu của chúng bị người nhái Ý đánh thủng. Warspite vẫn nổi được cho dù bị hư hại nhiều lần.

### Ấn Độ Dương
Năm 1941, Warspite rời Alexandria thực hiện chuyến đi đến Hoa Kỳ để được sửa chữa tại xưởng hải quân Puget Sound tại Bremerton, Washington. Công việc sửa chữa và cải biến nó bắt đầu từ tháng 8 và kết thúc vào tháng 12, bao gồm việc thay thế các nòng súng 381 mm (15 inch) đã bị hao mòn. Nó vẫn còn đang ở tại xưởng tàu khi Đế quốc Nhật Bản tấn công Trân Châu Cảng. Sau khi chạy thử máy dọc theo bờ Đông Bắc Mỹ, Warspite rời khu vực này để gia nhập Hạm đội Viễn Đông tại Ấn Độ Dương.
Vào tháng 1 năm 1942, Warspite, trở thành soái hạm của Đô đốc Sir James Somerville Tư lệnh Hạm đội Viễn Đông, người mà vào năm 1927 từng chỉ huy Warspite. Như là một phần của Hạm đội Viễn Đông, Warspite đặt căn cứ tại Ceylon trong nhóm các tàu chiến nhanh của Hạm đội, vốn bao gồm hai tàu sân bay Formidable và Indomitable, trong khi bốn thiết giáp hạm thuộc lớp Revenge chậm hơn và chiếc tàu sân bay cũ Hermes hình thành nên nhóm tàu chiến chậm.
Không lâu sau, Somerville quyết định bố trí lại hạm đội của mình để tự vệ. Ông chọn đảo san hô Addu, một phần của Maldives, làm căn cứ mới của mình. Cho dù có thể đối mặt với nguy cơ bị Nhật tấn công, Somerville gữi hai tàu tuần dương hạng nặng Cornwall và Dorsetshire cùng tàu sân bay Hermes quay trở lại Ceylon. Vào đầu tháng 4, hai hạm đội Nhật Bản bắt đầu chiến dịch không kích Ấn Độ Dương. Một lực lượng do tàu sân bay hạng nhẹ Ryūjō dẫn đầu bao gồm sáu tàu tuần dương, trong khi nhóm thứ hai bao gồm năm tàu sân bay vốn đã từng tham gia cuộc tấn công Trân Châu Cảng cùng bốn thiết giáp hạm. Chúng được bố trí đến Ấn Độ Dương để săn tìm Hạm đội Viễn Đông của Đô đốc Somerville, là lực lượng hải quân Đồng Minh đáng kể duy nhất trong khu vực vào lúc đó. Lực lượng Nhật Bản được phát hiện vào ngày 4 tháng 4 năm 1942, và đã có chỉ thị cho hai tàu tuần dương đã tách ra phải quay trở lại hạm đội. Nhóm tàu chiến nhanh, bao gồm Warspite, được lệnh lên đường từ căn cứ của nó với mục đích tung ra một cuộc tấn công vào lực lượng Nhật Bản trong vòng vài ngày sắp tới. Tuy nhiên, cả ba chiếc tàu chiến được tách khỏi hạm đội Cornwall, Dorsetshire và Hermes sau đó đều bị đánh chìm với thiệt hại nhân mạng đáng kể. Một cuộc tấn công bởi lực lượng của Đô đốc Somerville nhắm vào lực lượng Nhật không hề xảy ra, và hạm đội Nhật Bản rút lui khỏi khu vực sau khi thất bại không thể tìm thấy và tiêu diệt thành phần chủ lực của Hạm đội Viễn Đông. Thời gian hoạt động còn lại của Warspite tại chiến trường này hầu hết là bình yên do những giới hạn về hoạt động của Hải quân Hoàng gia tại đây trong giai đoạn này. Warspite rời khỏi khu vực này vào năm 1943, một lần nữa hướng trở lại Địa Trung Hải.

### Quay lại Địa Trung Hải

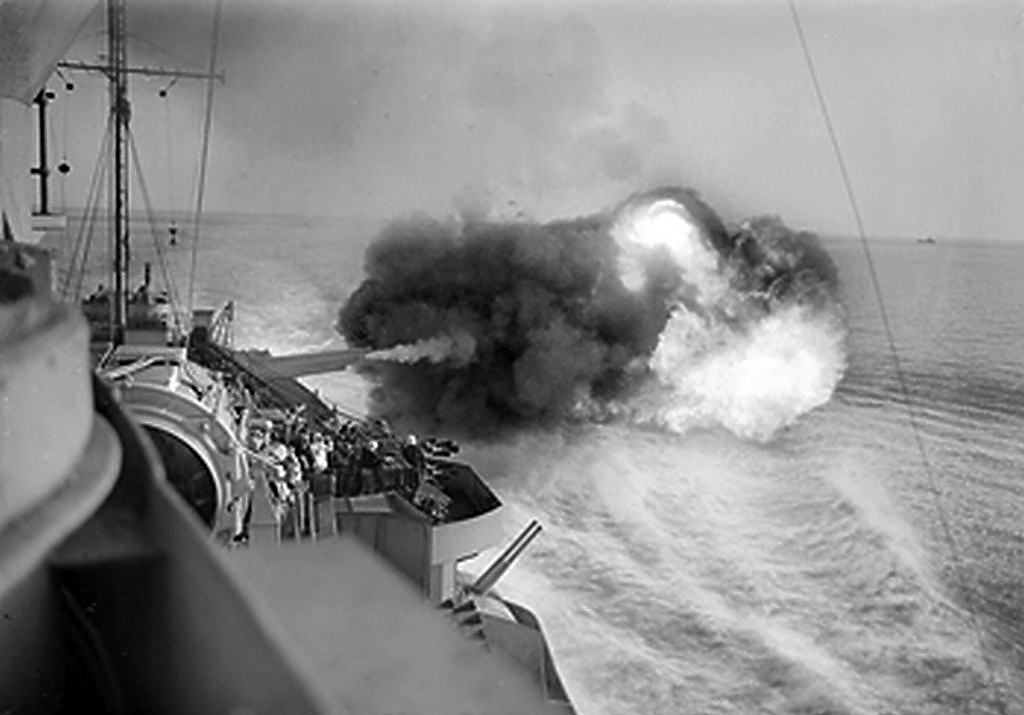
HMS Warspite đang bắn phá các mục tiêu Đức tại Catania, Sicilia, tháng 7 năm 1943.

Vào tháng 6 năm 1943, Warspite gia nhập Lực lượng H đặt căn cứ tại Gibraltar, và tham gia Chiến dịch Husky tấn công chiếm đóng Sicilia vào tháng 7 cùng với các thiết giáp hạm Nelson, Rodney và Valiant cùng các tàu sân bay Formidable và Illustrious. Warspite bắt đầu nã pháo xuống Sicilia vào ngày 17 tháng 7, khi nó tập trung hỏa lực hạng nặng của nó vào các vị trí quân Đức tại Catania.
Trong các ngày 8 và 9 tháng 9, Lực lượng H hỗ trợ cho các cuộc đổ bộ lên Salerno, phải chịu đựng những cuộc không kích ác liệt của Không quân Đức, nhưng cũng bắn rơi được nhiều máy bay đối phương. Ngày 10 tháng 9, vốn từng nhiều lần đụng độ cùng Hạm đội Ý trong giai đoạn hoạt động tại Địa Trung Hải vào những năm 1940- 1941, giờ đây Warspite lại dẫn đường cho chúng đầu hàng lực lượng Đồng Minh tại Malta.
Warspite quay trở lại hoạt động vào ngày 15 tháng 9 tại Salerno dưới sự chỉ huy của Herbert Annesley Packer, người từng là một học viên mới của nó. Lực lượng Mỹ lúc này đang trong tình trạng mất ổn định sau khi quân Đức phản công; và khi Warspite cùng Valiant đến được Salerno, chúng tung ra cuộc bắn phá vào các vị trí của quân Đức hỗ trợ đáng kể cho lực lượng Đồng Minh. Tuy nhiên, tai họa đã ập đến với Warspite vào ngày 16 tháng 9 khi nó bị một phi đội máy bay Đức tấn công, vốn được trang bị một kiểu tên lửa điều khiển dẫn đường đời đầu Fritz X (FX-1400). Nó bị bắn trúng ba phát, trong đó một quả đánh trúng gần ống khói, xuyên qua sàn tàu gây hư hại rộng và tạo một lỗ thủng to dưới đáy lườn tàu. Warspite bị hư hại nặng, nhưng chỉ bị tổn thất nhân mạng nhẹ với 9 người chết và 14 người bị thương. Diện mạo của nó thay đổi đáng kể chỉ trong phút chốc. Từ một thiết giáp hạm ấn tượng trở thành một chiến hạm tơi tả mang đầy thương tích. Nó được các tàu kéo Hải quân Mỹ kéo về Malta, một hành trình cực kỳ khó khăn, khi mà vào một lúc nó bị trôi lệch ngang khi đi qua eo biển Messina và tất cả các dây tời đều bị đứt. Cuối cùng nó cũng đến được Malta vào ngày 19 tháng 9 và được sửa chữa khẩn cấp tại đây trước khi được kéo về Gibraltar. Sau đó Warspite được đưa về Anh Quốc để được sửa chữa triệt để tại Rosyth vào tháng 3 năm 1944.

### Các hoạt động sau cùng
Ngày 6 tháng 6 năm 1944, Warspite tham gia vào cuộc đổ bộ Normandy trong thành phần Lực lượng Đặc nhiệm Đông, bắn phá các vị trí của quân Đức hỗ trợ cho cuộc đổ bộ lên bãi Sword, rôi sau đó hỗ trợ cho lực lượng Mỹ trên bãi biển. Tháp pháo "X", vốn bị hư hại nặng bởi cuộc tấn công của FX 1400, vẫn không thể hoạt động. Nó còn hỗ trợ cho các hoạt động tại bãi Gold vài ngày sau đó. Các khẩu pháo chính của nó bị hao mòn, nên nó được gửi về Rosyth để xẻ lại rãnh pháo. Trên đường đi, nó trúng phải một quả thủy lôi từ trường, gây hư hại đáng kể, những cũng về được đến Rosyth an toàn. Warspite chỉ được sửa chữa một phần, đủ để nó có thể quay lại mặt trận cho các nhiệm vụ bắn phá.
Sau khi được sửa chữa, Warspite tiến hành nã pháo xuống Brest và Le Havre, và sau cùng là Walcheren nơi cuộc tấn công đổ bộ lên hòn đảo được bắt đầu vào ngày 1 tháng 11, khi chiếc thiết giáp hạm nổ súng hỗ trợ cho lực lượng trên bờ, cũng là lần cuối cùng nó khai hỏa các khẩu pháo chính của nó. Hầu như không hoạt động sau trận Walcheren, Warspite được đưa về lực lượng dự bị vào ngày 1 tháng 2 năm 1945. Sau khi chiến tranh chấm dứt, có những sự thỉnh cầu giữ chiếc Warspite lại như một tàu bảo tàng giống như trường hợp chiếc HMS Victory của Lord Nelson, nhưng chúng đều bị bỏ qua và con tàu được bán để tháo dỡ vào năm 1947.
Trên đường đi đến xưởng tàu để tháo dỡ, sau khi chịu đựng những khó khăn dọc đường do mắc phải một cơn bão, Warspite bị đứt dây neo và mắc cạn tại Prussia Cove. Nó được kéo đến Núi St. Michael, nơi nó được tháo dỡ tại chỗ trong những năm tiếp theo sau.
Warspite là chiếc tàu chiến riêng lẻ được tuyên dương công trạng nhiều nhất của Hải quân Hoàng gia Anh, cũng là đơn vị được tuyên dương nhiều nhất trong Thế Chiến II.

## Văn hóa đại chúng
Con tàu là nguồn cảm hứng của một số tác phẩm hư cấu, trong số đó đáng chú ý có:
- Sink the Warspite của tác giả Duncan Harding (ISBN 0-7278-5764-9)
- Tiểu thuyết Battlecruiser của Douglas Reeman (ISBN 0-09-943987-5); trong đó con tàu cùng tên, cho dù thuộc một lớp tàu khác, đã chịu đựng những r̉u ro về bánh lái trong những thời khắc quyết định và đã chiến đấu trong những trận chiến tương tự.